# Limbodessus fridaywellensis
Limbodessus fridaywellensis is een keversoort uit de familie waterroofkevers (Dytiscidae). De wetenschappelijke naam van de soort is voor het eerst geldig gepubliceerd in 2001 door Watts & Humphreys.